# Плавиковая кислота
Пла́виковая кислота́ (фтороводоро́дная кислота́, фтористоводоро́дная кислота́, гидрофторидная кислота́) — водный раствор фтороводорода (HF). Промышленностью выпускается в виде 40 % (чаще), а также 50 % и 72 % растворов. Название «плавиковая кислота» происходит от плавикового шпата, из которого получают фтороводород. Соли плавиковой кислоты называют фторидами, все растворимые в воде фториды очень токсичны (в больших количествах). Сама кислота также очень токсична.

## Свойства

### Физические

Фазовая диаграмма затвердевания водного раствора фтороводорода

Бесцветная легкоподвижная жидкость с резким запахом и обжигающим «уксусным» вкусом. Растворение фтористого водорода в воде сопровождается довольно значительным выделением тепла (59,1 кДж/моль). Для него характерно образование содержащей 38,6 % HF и кипящей при 114 °C азеотропной смеси (по другим данным 37,5 % и tкип 109 °C). Такая азеотропная смесь получается в конечном счёте при перегонке как концентрированной, так и разбавленной кислоты.
При низких температурах фтористый водород образует нестойкие соединения с водой состава Н2О·HF, Н2О·2HF и Н2О·4HF. Наиболее устойчиво из них первое (tпл −35 °C), которое следует рассматривать как фторид гидроксония — [Н3O]F. Второе является гидрофторидом гидроксония [Н3O][HF2].

### Химические
Плавиковая кислота — кислота довольно слабая (средней силы) (константа диссоциации составляет 6,8⋅10−4, степень диссоциации 0,1 н. раствора 9 %), однако она разъедает стекло и другие силикатные материалы, поэтому плавиковую кислоту хранят и транспортируют в полиэтиленовой таре.
Реакция идёт с выделением газообразного фторида кремния (SiF4):
{\displaystyle {\mathsf {Na_{2}O\cdot CaO\cdot 6SiO_{2}+28HF\rightarrow Na_{2}SiF_{6}+CaSiF_{6}+4SiF_{4}\uparrow +14H_{2}O}}}.
Реагирует со многими металлами, стоящими в ряду напряжений до водорода, с образованием фторидов (свинец не растворяется в плавиковой кислоте, так как на его поверхности образуется нерастворимый фторид PbF2; медь, серебро, ртуть, сурьма, висмут, вольфрам, золото, платина и платиновые металлы не растворяются, так как в ряду напряжений находятся после водорода), не действует на парафин, который используют при хранении этой кислоты.

## Техническая плавиковая кислота
Техническая плавиковая кислота обычно содержит ряд примесей — Fe, Rb, As, кремнефтористоводородную кислоту Н2SiF6, SO2 и др.
Для грубой очистки её перегоняют в аппаратах из платины или свинца, отбрасывая первые порции дистиллята.
Для получения более чистой кислоты техническую кислоту переводят в гидрофторид калия, затем разлагают его нагреванием, растворяя фтористый водород в дистиллированной воде.
Крепкая плавиковая кислота (более 60 % HF) может сохраняться и транспортироваться в стальных ёмкостях, но разъедает стекло. Для хранения плавиковой кислоты и работы с ней в лабораторных условиях требуются сосуды из тефлона, полиэтилена и других пластмасс.

## Применение
Крупный потребитель фтороводородной кислоты — алюминиевая промышленность.
- Раствор фтороводорода применяется для прозрачного травления силикатного стекла (например — нанесение надписей — для этого стекло покрывают парафином, прорезая отверстия для травления). Матовое травление получают в парах фтороводорода.
- Для травления кремния в полупроводниковой промышленности.
- В составе травильных, травильно-полировальных смесей, растворов для электрохимической обработки нержавеющей стали и специальных сплавов.
- Получение фторидов, кремнефторидов и борфторидов, фторорганических соединений, а также соответствующих кислот (кремнефтороводородная кислота и борфтороводородная кислота), синтетических смазочных масел и пластических масс.
- Для растворения силикатов при различного рода анализах.
- В процессе алкилирования, в качестве катализатора в реакции изобутана и олефина.

## Требования безопасности
Плавиковая кислота пожаро- и взрывобезопасна. При превышении ПДК возможны острые и хронические отравления с изменением крови и кроветворных органов, органов пищеварительной системы, отёк лёгких. Обладает выраженным эффектом при вдыхании, раздражающим действием на кожу и слизистые оболочки глаз (вызывает болезненные ожоги и изъязвления); кожно-резорбтивным, эмбриотропным, мутагенным и кумулятивным действием.
Плавиковая кислота — токсичное вещество. В соответствии с ГОСТ 12.1.007.76 плавиковая кислота является токсичным высокоопасным веществом по воздействию на организм (2-го класса опасности).
При попадании на кожу в первый момент не вызывает сильной боли, легко и незаметно всасывается, но через короткое время вызывает отёк, боль, химический ожог и общеядовитое действие. Симптомы от воздействия слабо концентрированных растворов могут появиться через сутки и даже более после попадания их на кожу.
При попадании в кровь через кожу связывает кальций крови и может вызвать нарушение сердечной деятельности. Ожоги площадью более чем 160 см2 опасны возможными системными токсическими проявлениями.
Токсичность плавиковой кислоты и её растворимых солей, предположительно, объясняется способностью свободных ионов фтора связывать биологически важные ионы кальция и магния в нерастворимые соли (отравление фторидами). Поэтому для лечения последствий воздействия плавиковой кислоты часто используют глюконат кальция как источник ионов Ca2+. Пострадавшие участки при ожогах плавиковой кислотой промываются водой и обрабатываются 2,5 % гелем глюконата кальция. Тем не менее, поскольку кислота проникает сквозь кожу, простого промывания недостаточно и необходимо обращение к врачу для проведения лечения. Высокую эффективность показали внутриартериальные инфузии хлорида кальция.
Предельно допустимая концентрация (ПДК) плавиковой кислоты:
| Вид                                                           | ПДК максимально разовая (ПДКм. р.) | ПДК среднесуточная (ПДКс. с.) |
| ------------------------------------------------------------- | ---------------------------------- | ----------------------------- |
| ПДК в воздухе рабочей зоны, мг/м³ (в пересчёте на ионы фтора) | 0,5                                | 0,1                           |
| ПДК в атмосферном воздухе, мг/м³ (в пересчёте на ионы фтора)  | 0,02                               | 0,005                         |